# Julius von Queis
Julius von Queis (* 22. Januar 1839 in Wossau; † 14. Mai 1909 in Allenstein) war Rittergutsbesitzer und Mitglied des Deutschen Reichstags.

## Herkunft
Seine Eltern waren der Landrat Ehrhard von Queis (* 11. Februar 1804; † 13. August 1867) und dessen Ehefrau Emilie Juliane von Wienskowski genannt Saltzwedel (* 18. Juli 1811).

## Leben
Queis besuchte Gymnasien und die Universität. 1857 wurde er Soldat und machte die Kriege 1866 und 1870/71 mit. 1879 wurde er Major und 1884 nahm er seinen Abschied als Major bei der Gewehr-Prüfungs-Kommission um sein Gut Malschöwen zu bewirtschaften. Er war Mitglied des Provinziallandtags der Provinz Ostpreußen und der Landwirtschaftskammer.
Von 1898 bis 1903 war er Mitglied des Deutschen Reichstags für den Reichstagswahlkreis Regierungsbezirk Gumbinnen 7 und die Deutschkonservative Partei. Zwischen 1904 und 1908 war er auch Mitglied des Preußischen Abgeordnetenhauses.

## Familie
Queis heiratete am 29. Dezember 1869 die Freiin Agnes Sybilla Cöleste Schenk von Tautenburg (* 5. März 1852) aus dem Haus Doben. Das Paar hatte eine Tochter: Emilie Colestine Elisabeth Agnes Marie (* 30. November 1870), diese heiratete am 27. Juni 1891 den Rittmeister Erich von der Goltz. Sein Sohn Julius (* 28. November 1872) war Stationsleiter von Rio del Rey in Kamerun fiel im August 1899.